# Castelo de Palmela

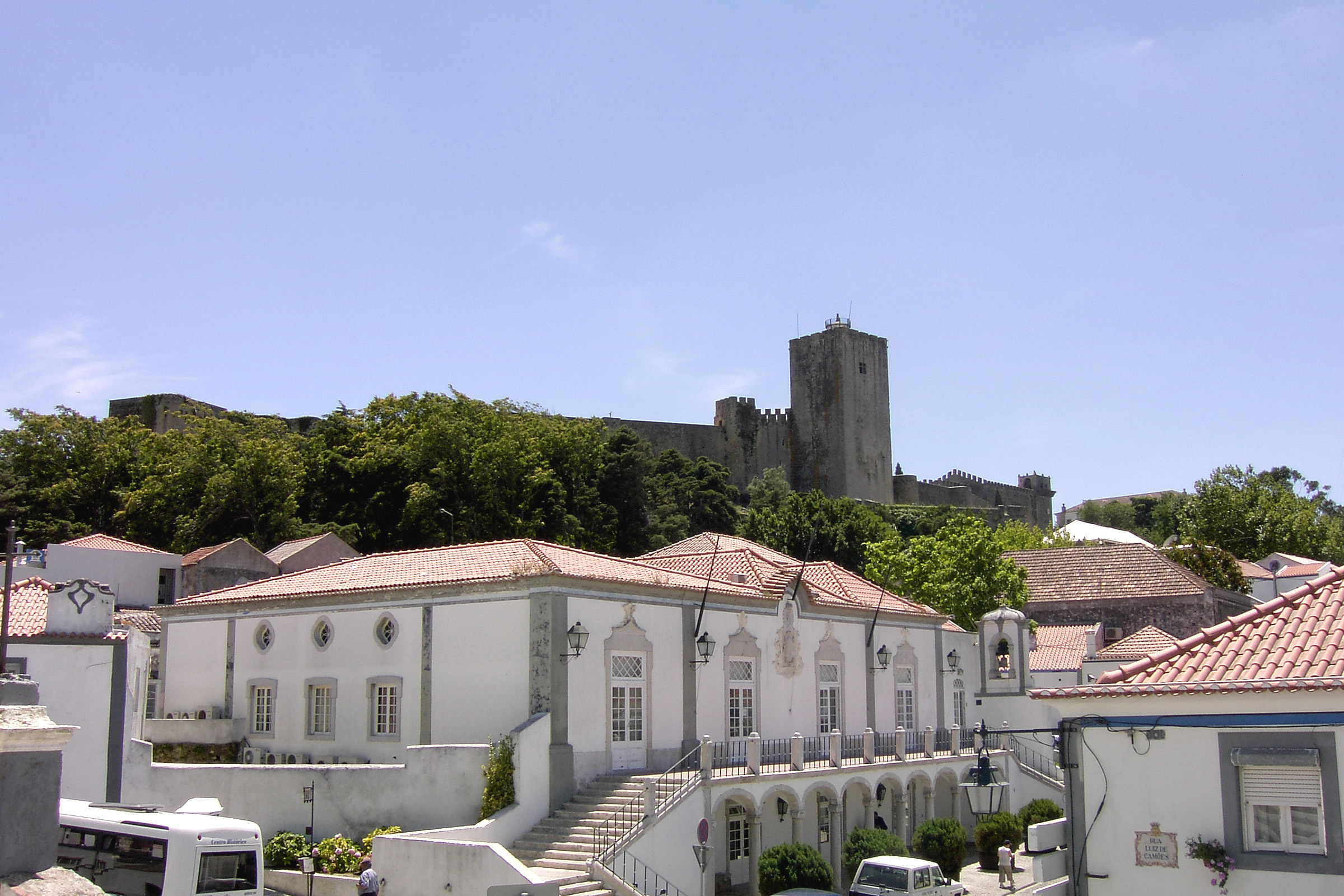
Castelo de Palmela, Portugal: visto a partir da vila.

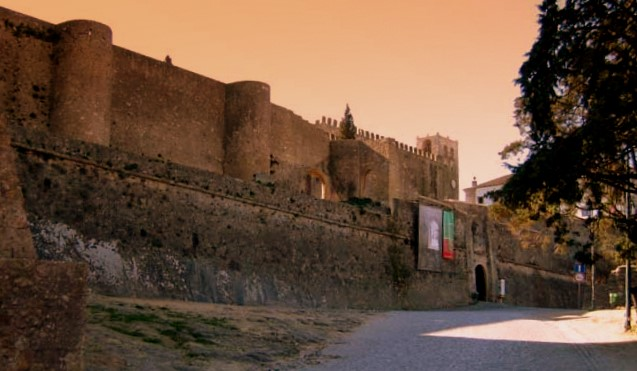
Castelo de Palmela: vista das muralhas e entrada.

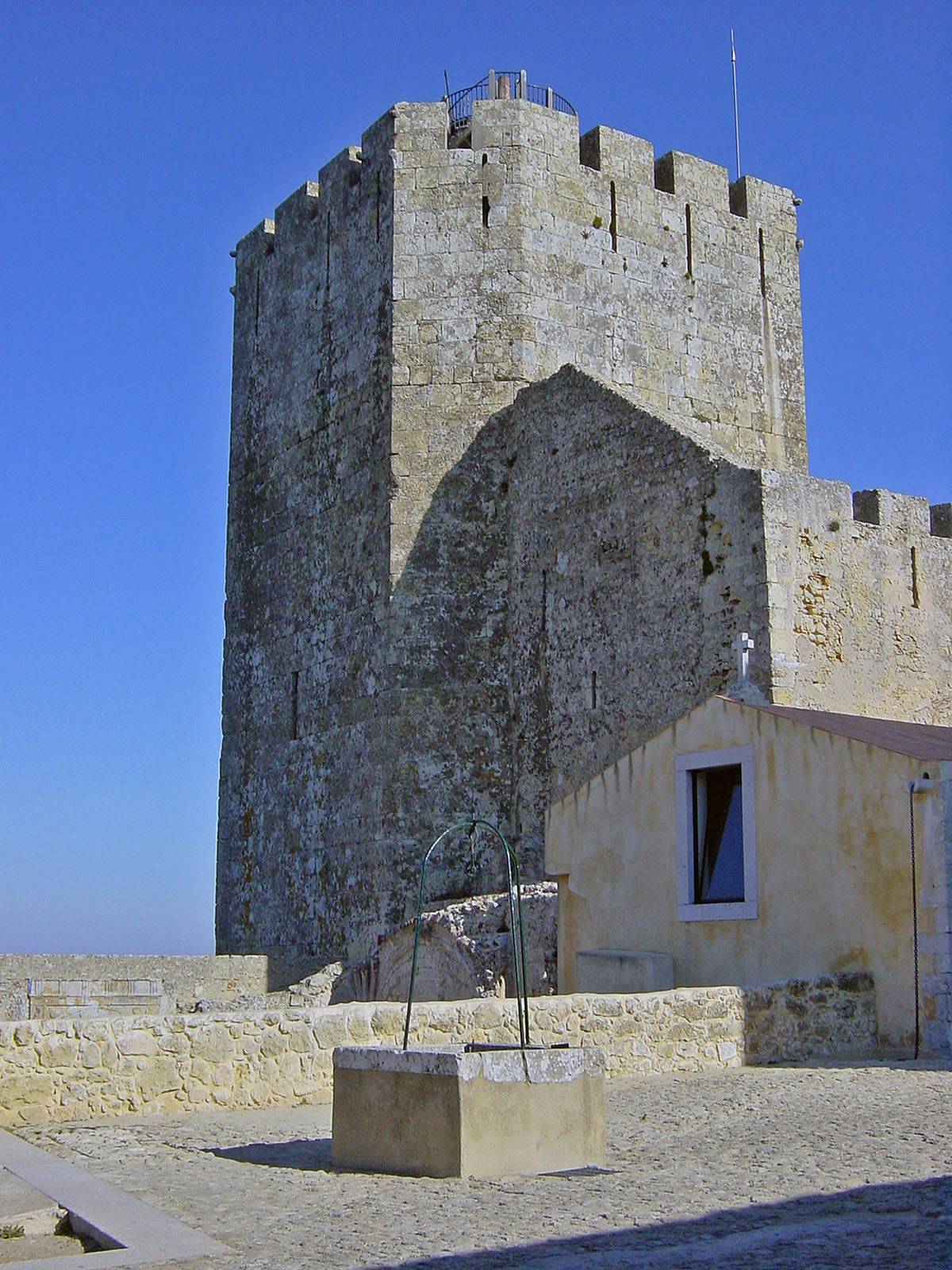
Castelo de Palmela: torre de menagem.

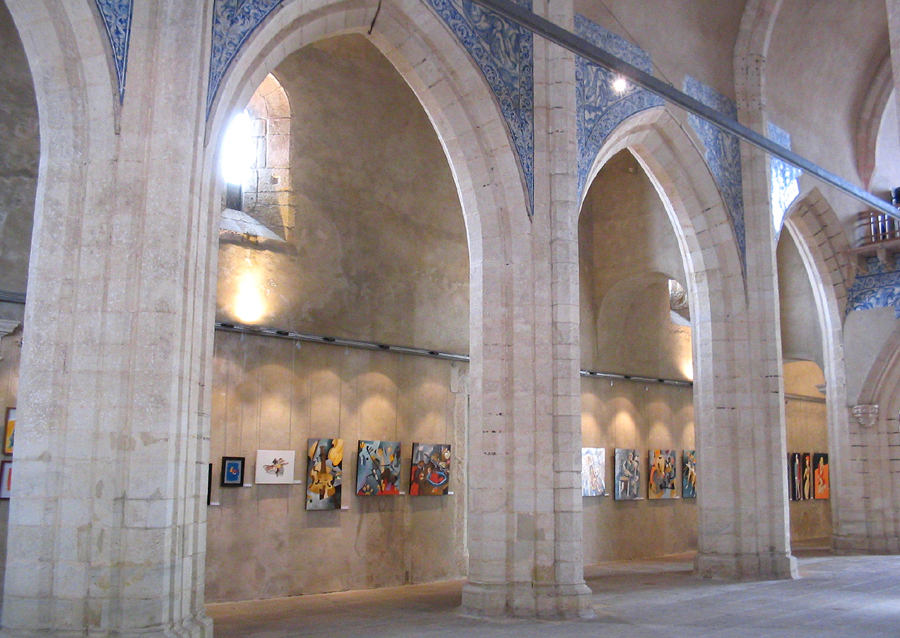
Castelo de Palmela: interior gótico da Igreja de Santiago de Palmela (século XV).

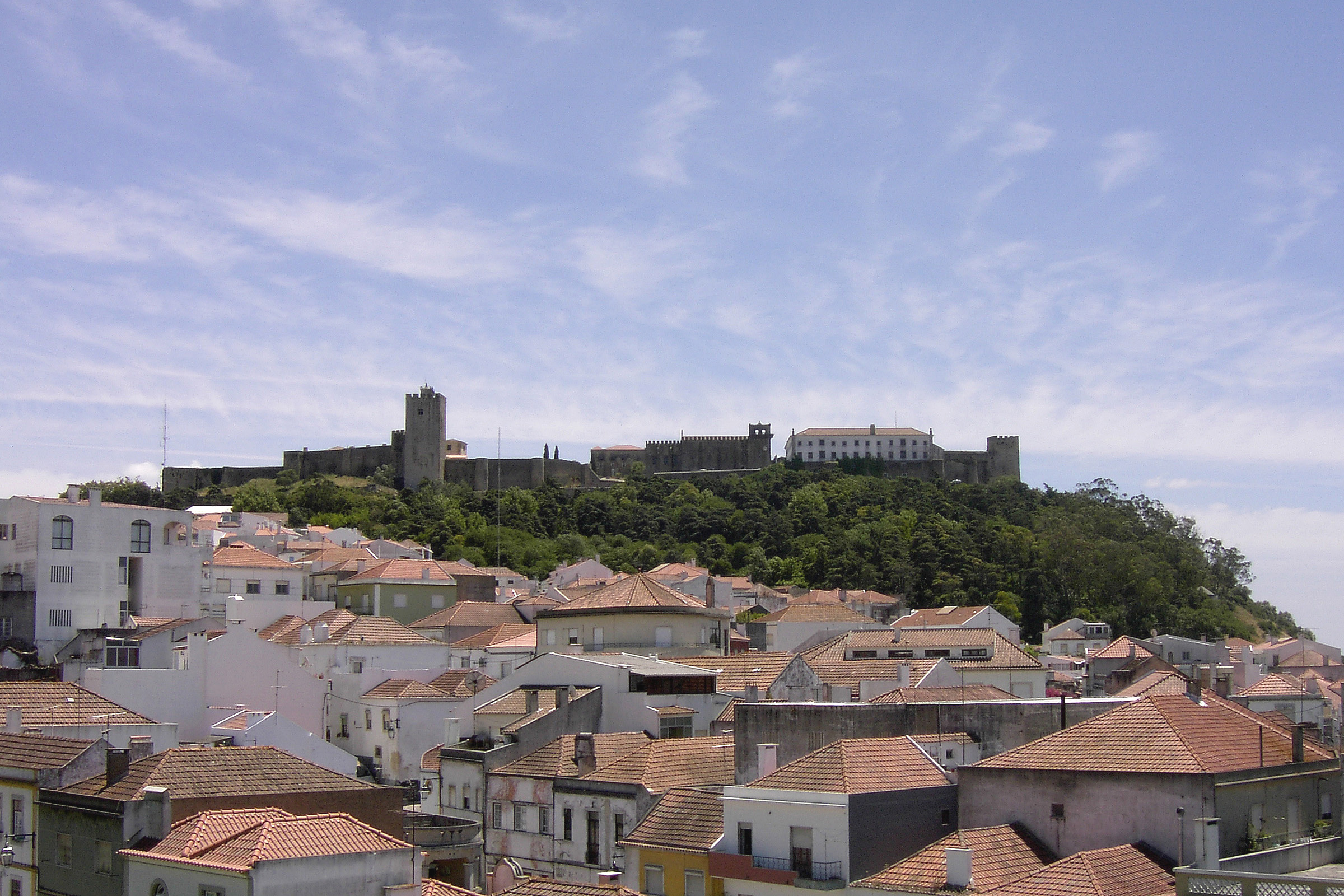

O Castelo de Palmela localiza-se na vila, freguesia e município do mesmo nome, distrito de Setúbal, em Portugal.
Na península de Setúbal, no contraforte Leste da serra da Arrábida, está situado entre os estuários do rio Tejo e do rio Sado, próximo à foz deste último. Inscreve-se na chamada Costa Azul, no Parque Natural da Arrábida. Do alto da sua torre de menagem, em dias claros a vista se descortina até Lisboa.
O Castelo de Palmela está classificado como Monumento Nacional desde 1910.

## História

### Antecedentes
A primitiva ocupação humana da região remonta à pré-história, particularmente ao período Neolítico, conforme os testemunhos arqueológicos nela abundantes. Alguns estudiosos apontam a data de 310 a.C., para a fundação de um povoado no local da atual Palmela, fortificado à época da romanização da Península Ibérica, em 106, por um pretor da Lusitânia, de nome Áulio Cornélio (ou Áulio Cornélio Palma, segundo outros). A moderna pesquisa arqueológica comprova, entretanto, que a subsequente ocupação do seu sítio foi ininterrupta, inicialmente por Visigodos e, posteriormente, pelos Muçulmanos, estes últimos responsáveis pela primitiva fortificação, entre o século VIII e o IX, grandemente ampliada entre o século X e o XII.

### O castelo medieval
À época da Reconquista cristã da Península Ibérica, após a conquista de Lisboa (1147) pelas forças de D. Afonso Henriques (1112-1185), vieram a cair no mesmo ano Sintra, Almada e Palmela. Na ocasião, as forças muçulmanas que defendiam Palmela, abandonaram-na, indo refugiar-se em Alcácer do Sal. Deste modo, as forças portuguesas assenhorearam-se só da povoação e dos seus domínios. As forças muçulmanas, entretanto, logo se reorganizaram e recuperaram a margem sul do rio Tejo. Os cristãos reconquistaram Palmela em 1158. Novamente perdida em 1161, foi novamente conquistada pelo soberano após a Batalha de Palmela em 24 de Junho de 1165. A partir do ano seguinte foram-lhe empreendidas obras de reforço.
Com a subida de D. Sancho I ao trono, a povoação e seus domínios foram doados pelo soberano à Ordem Militar de Santiago, juntamente com Almada e Alcácer do Sal (1186), época em que Palmela recebeu foral, passado pelo seu Mestre. Estas localidades voltariam a cair ante a investida das forças do Califado Almóada sob o comando do califa Yacub Almançor, que, após terem reconquistado o Algarve, avançaram para o norte, vindo a arrancar ao domínio português, sucessivamente, o Castelo de Alcácer do Sal, o Castelo de Palmela e o Castelo de Almada em 1191. As defesas de Palmela ficaram bastante danificadas. Reconquistada em 1201 juntamente com Sesimbra, o soberano determinou-lhe os reparos necessários em suas defesas, confirmando a doação desses domínios aos monges da Ordem, que aí instalaram a sua sede anteriormente a 1210, uma vez que no testamento do soberano, lavrado nesse ano, já são designados como freires de Palmela. Só após a Batalha de Navas de Tolosa em 1212, em que se registou uma vitória decisiva para os cristãos peninsulares, é que foram reconquistadas as terras perdidas para além das fronteiras que se estendiam do rio Tejo até Évora.
D. Afonso III (1248-1279), a 24 de Fevereiro de 1255, confirmou à Ordem de Santiago, nas pessoas de seu Mestre, D. Paio Peres Correia, e de seu comendador, os domínios e castelos doados por D. Sancho I e confirmados por D. Afonso II (1211-1223), a saber: Alcácer do Sal, Palmela, Almada e Arruda. O seu filho e sucessor, D. Dinis (1279-1325), confirmou o Foral à vila (1323), acreditando-se que date desta fase a construção da torre de menagem, em estilo gótico, defendendo a porta principal.
Ao final do reinado de D. Fernando (1367-1383), quando do cerco de Lisboa por tropas castelhanas (Março de 1382), os arrabaldes desta vila ao Sul também foram saqueados e incendiados: E tanto se atreveram [as tropas castelhanas], sem achando quem lho contradizer, que foram em batéis pelo rio de Coina acima, e ali saíram em terra, e foram queimar o arrabalde de Palmela, que são dali duas grandes léguas (Fernão Lopes).
Com a eclosão da crise de 1383-1385, o Mestre de Santiago, Fernando Afonso de Albuquerque, na Primavera de 1384, deslocou-se até Lisboa em apoio ao Mestre de Avis, então regente por aclamação popular, tendo integrado a segunda embaixada enviada para a Inglaterra.
Meses depois, durante o cerco de Lisboa pelos castelhanos, foi no alto das torres do Castelo de Palmela que o Condestável D. Nuno Álvares Pereira, após a vitória na batalha dos Atoleiros (1384), acendeu grandes fogueiras para alertar o Mestre de Avis da sua aproximação, o que, de acordo com o cronista causou grande regozijo entre os sitiados (Fernão Lopes. Crónica de D. João I).
Durante o seu reinado, D. João I (1385-1433) procedeu a obras de ampliação e reforço no castelo (1423), determinando ainda a ereção da Igreja e do Convento onde a Ordem de Santiago, emancipada de Castela, se instalará, definitivamente, a partir de 1443.
No contexto da conspiração do duque de Viseu contra D. João II (1481-1495), abortada em 1484 com a morte do primeiro às mãos do segundo, um dos conjurados, o bispo de Évora, Garcia de Meneses, foi encarcerado na cisterna do Castelo de Palmela, onde veio a falecer poucos dias após. O episódio, narrado sumariamente por Rui de Pina e Garcia de Resende, é um pouco mais esclarecedor na crónica deste último: O bispo de Évora, ao tempo da morte do Duque [de Aveiro], estava com a Rainha, e aí o foi chamar, da parte d’el-rei, o capitão Fernão Martins; e em saindo fora, foi logo preso e levado com muita gente e muito recado ao Castelo de Palmela e metido em uma cisterna sem água que está dentro da torre de menagem, onde daí a poucos dias depois faleceu, e dizem que com peçonha.
No século XVI, o rei D. Manuel I (1495-1521) outorgou o Foral Novo à vila (1512).

### Da Guerra da Sucessão Espanhola aos nossos dias
Mais tarde, no contexto da Guerra da Sucessão da Espanha, D. Pedro II (1667-1706) determinou modernizar as defesas do castelo, o qual recebeu linhas abaluartadas, adaptando-o ao tiro de artilharia. Ainda no século XVIII, a estrutura do castelo ficou seriamente danificada pelo terramoto de 1755. Ainda assim, manteve-se ocupado pelos freires de Palmela até 1834, com a extinção das Ordens Religiosas em Portugal. Foi então ocupado por um contingente do Exército português, aí tendo nascido o explorador Brito Capelo (1841), filho do comandante da guarnição.
Encontra-se classificado como Monumento Nacional por Decreto publicado em 23 de junho de 1910.
No período que antecedeu a comemoração dos Centenários (1940) promoveu-se um conjunto de intervenções no Castelo, que consistiram no derrube de construções e em alterações nas janelas da Igreja de Santiago.
As instalações do antigo convento foram requalificadas a partir de 1945 como pousada, integrando, a partir da década de 1970, a rede Pousadas de Portugal. Desde o final do século XX têm tido lugar trabalhos de prospecção arqueológica no recinto do castelo, transformando-se alguns espaços em salas museológicas, áreas de serviços e de comércio.
Em 1971 o realizador espanhol Amando de Ossorio utilizou o castelo como um dos cenários do filme "La Noche del Terror Ciego". Em 2005 a SIC gravou no local um episódio da série juvenil Uma Aventura baseado no livro Uma Aventura no Castelo dos Ventos, de Isabel Alçada e Ana Maria Magalhães (escritora).

## Características

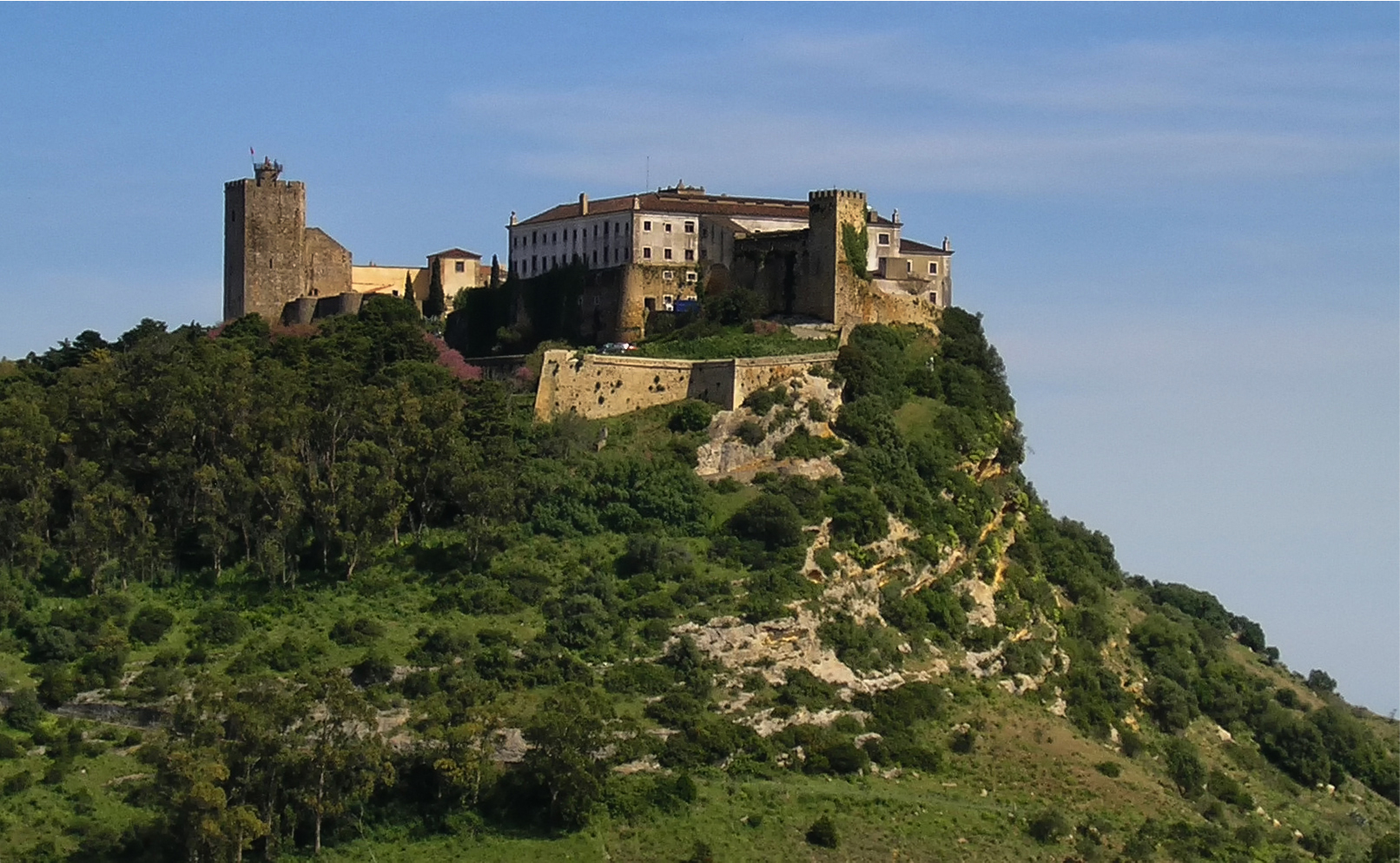
Castelo de Palmela, Setúbal, Portugal

O castelo, na cota de 240 metros acima do nível do mar, apresenta planta poligonal irregular, orgânica (adaptada ao terreno), com as muralhas reforçadas por torreões de planta quadrada e circular.
A evolução do perímetro defensivo de Palmela pode ser compreendida pelo estudo dessas muralhas, dispostas em três níveis de cercas, sem fossos, separadas por sucessivas barreiras:
- a linha interna, remontando aos séculos XII e XIII, compreende à muralha mais antiga, amparada por duas torres cilíndricas e a torre de menagem, na qual se abre uma cisterna. Esta terá sido remodelada no século XIV, tendo a sua estrutura reforçada e a sua altura aumentada, coroada com ameias sigladas. Em seu interior, uma escada de cantaria une os vários pavimentos.
- a linha intermediária, erguida no século XV, é composta de muralhas mais robustas onde se inscrevem a praça de armas, a Igreja de Santa Maria (erguida no século XII e reedificada no Renascimento), o Convento e a Igreja de Santiago de Palmela, obras góticas.
- a linha externa, edificada no século XVII, integrada por então modernos baluartes, revelins e tenalhas, visando resistir aos tiros da artilharia.